# Hrabstwo Alamosa

Piramida wieku hrabstwa

Hrabstwo Alamosa (ang. Alamosa County) to hrabstwo w stanie Kolorado w Stanach Zjednoczonych. Hrabstwo zajmuje powierzchnię 1 873,93 km². Według szacunków United States Census Bureau w roku 2006 liczyło 15 225 mieszkańców. Siedzibą administracyjną hrabstwa jest Alamosa.

## Miasta
- Alamosa East (CDP)
- Alamosa
- Hooper